# Benjamin Spock
Benjamin McLane Spock (New Haven, 2 maggio 1903 – La Jolla, 15 marzo 1998) è stato un pediatra e educatore statunitense.
Raggiunse la fama negli anni cinquanta con la pubblicazione del libro di consigli alle madri Common Sense Book of Baby and Child Care, pubblicato in italiano con il titolo Il bambino. Come si cura e come si alleva.

## Biografia
Nel 1924, prima di diventare famoso come pediatra, Spock vinse una medaglia d'oro con l'otto maschile statunitense di canottaggio ai Giochi della VIII Olimpiade di Parigi. Si iscrisse in seguito alla facoltà di medicina alla Columbia University conseguendo la laurea nel 1929, e successivamente si specializzò in psicologia e pediatria.

### The Common Sense Book of Baby and Child Care
Pubblicò il celebre The Common Sense Book of Baby and Child Care per la prima volta nel 1946; il libro fu tradotto in tutte le principali lingue del mondo diventando uno dei maggiori successi editoriali dell'immediato dopoguerra e vendendo per circa un decennio un milione di copie all'anno; nel 2011, raggiunse un volume complessivo di vendite di circa 50 milioni di copie.
Nel suo libro, Spock riuscì a trattare temi molto popolari, come la gravidanza, il parto, l'alimentazione e le cure del bambino, con un linguaggio semplice e brillante, spregiudicato e anticonformista, presentando i progressi e i nuovi orientamenti della ginecologia e della pediatria come novità rivoluzionarie derivanti anche dalla sua esperienza professionale. Le sue tesi influenzarono fortemente l'opinione pubblica statunitense, orientandola verso un'educazione meno rigida e un ascolto più attento dei bambini e delle loro esigenze.
Negli anni seguenti Spock revisionò il testo del libro ogni dieci anni, per adeguarlo ai progressi della pedagogia e ai cambiamenti della società, oltre che alle sue successive esperienze personali, fino a farlo diventare, nelle edizioni successive, un libro completamente diverso dall'originale. Dalle prime posizioni, tese soprattutto a condannare gli atteggiamenti autoritari dell'educazione tradizionale e la deleteria 'pedagogia del ceffone,' finì per parlare di "amorevole severità e disciplinata tenerezza" nel rapporto con i bambini.

### Le critiche
Una delle tesi di Spock fu infatti la necessità di una maggiore flessibilità da parte dei genitori verso i propri bambini; per questo i critici più conservatori lo accusarono di aver incoraggiato un deleterio permissivismo e di aver contribuito a creare tutta una generazione, fra gli anni cinquanta e sessanta, di genitori assenti e privi di autorità, schiavizzati dai propri figli viziati e annoiati (i cosiddetti baby boomers). Queste accuse sorpresero molto Spock, che non aveva mai negato la necessità, per i genitori, di essere responsabili e presenti, pur sostenendo fermamente tesi anti-autoritarie, che non rinnegò mai. Quando si rese conto di essere stato interpretato in maniera fuorviante, Spock capì di dover esprimere più chiaramente le proprie teorie, dichiarando: "(i lettori) stavano confondendo flessibilità con permissività, passando dall'estrema rigidezza al più totale lassismo". Come risposta al dibattito che si era venuto a creare intorno alle sue posizioni, negli anni seguenti Spock approfondì e precisò le sue tesi, evidenziando la necessità di un atteggiamento più orientativo da parte dei genitori nei confronti dei figli, nei successivi volumi Spock talks with mothers (1961; trad. it. 1965), Problems of parents (1962), Spock on parenting (1982).
Malgrado le critiche, e grazie ai successivi aggiornamenti apportati nelle varie edizioni, la sua opera innovativa ha continuato a costituire un autorevole punto di riferimento per intere generazioni di genitori e a rappresentare una riconosciuta pietra miliare della moderna psicopedagogia.

### Altre attività
Si interessò anche di politica e nel 1972 si era candidato, sostenuto dal piccolo Partito del Popolo, alle elezioni presidenziali statunitensi in cui raccolse però solo lo 0,1% dei consensi. Progressista di lunga data, non mancò di prendere posizione su argomenti di carattere politico e sociale: fu fermamente contrario alla guerra in Vietnam, lottò contro l'embargo di cibo e farmaci a Cuba, fu favorevole nei confronti dei genitori single e un convinto sostenitore dell'allattamento al seno e di una alimentazione vegetariana a partire dai tre anni; il suo impegno sociale continuò fino agli ultimi anni di vita, schierandosi a favore della contestazione ai test nucleari e del movimento pacifista e antirazzista statunitense.

## Curiosità
- Il libro Common Sense Book of Baby and Child Care è tra i libri appartenenti al personaggio fittizio William Bell della serie TV Fringe, interpretato da Leonard Nimoy, che interpreta anche l'omonimo personaggio di Spock nella celebre serie TV Star Trek.
- Negli anni settanta il cartoonist americano George Lemont ideò la striscia satirica a fumetti Doctor Smock (in italiano Il letale ospedale del dottor Smock)[7], il cui protagonista era un maldestro dottore poco empatico nei confronti dei suoi pazienti; benché il personaggio non avesse nulla a che fare con il vero dottor Spock, il suo nome era un evidente omaggio al celebre pediatra[8].